# Kazemır Qudiyev
Kazemır Qudiyev (29 aprile 1972) è un ex calciatore azero, di ruolo portiere.

## Carriera

### Club
Ha giocato nelle prime tre serie del campionato russo.

### Nazionale
Debutta nel 1996 con la Nazionale azera, giocando 3 partite fino all'anno successivo.